# Al compás del mambo
Al compás del mambo è un album raccolta di Pérez Prado, pubblicato dalla Tumbao Records nel 1993.

## Tracce
Lato A
1. Martinica – 2:59 (Pérez Prado) – Registrato in Messico, periodo: 1950-'51
2. Mama y tata – 2:58 (Delia Arias) – Registrato a New York, periodo: 1951-'52
3. La niña Popof – 2:56 (Pérez Prado) – Registrato in Messico, periodo: 1950-'51
4. En las calles de la Habana – 3:11 (Pérez Prado) – Registrato in Messico, periodo: 1950-'51
5. Lupita – 2:48 (Pérez Prado) – Registrato a New York, periodo: 1951-'52
6. Al compas del mambo – 2:22 (Pérez Prado) – Registrato in Messico, periodo: 1950-'51
7. Jing a Ling, Jing a Ling – 2:59 (Paul G. Smith) – Registrato a New York, periodo: 1951-'52
8. Latino – 3:20 (Pérez Prado) – Registrato in Messico, periodo: 1950-'51
9. Ni hablar – 2:17 (Pérez Prado) – Registrato in Messico, periodo: 1950-'51
10. Muchachita – 3:08 (Pérez Prado) – Registrato a New York, periodo: 1951-'52
11. Paso Bakan – 2:57 (Pérez Prado) – Registrato in Messico, periodo: 1950-'51
12. Bombokolea – 3:22 (Pérez Prado) – Registrato in Messico, periodo: 1950-'51
13. Mambo del 65 – 2:24 (Pérez Prado) – Registrato a New York, periodo: 1951-'52
14. Mi gallo – 3:17 (Jorge Zayas) – Registrato in Messico, periodo: 1950-'51
15. Ole mambo! – 2:52 (Manuel Salina) – Registrato a New York, periodo: 1951-'52
16. El bombero – 3:05 (Pérez Prado) – Registrato in Messico, periodo: 1950-'51
17. Enamorado – 2:26 (Pérez Prado) – Registrato in Messico, periodo: 1950-'51
18. Alekum salem – 2:37 (Pérez Prado) – Registrato in Messico, periodo: 1950-'51
19. Oh! caballo – 3:22 (Pérez Prado) – Registrato in Messico, periodo: 1950-'51
20. Guao – 2:31 (Pérez Prado) – Registrato in Messico, periodo: 1950-'51
21. Mambo de la telefonista – 2:56 (Pérez Prado) – Registrato in Messico, periodo: 1950-'51
22. Anna la polaca – 2:44 (D. Perez Prado) – Registrato in Messico, periodo: 1950-'51
23. Rosina – 2:48 (Pérez Prado) – Registrato in Messico, periodo: 1950-'51
24. Gateando – 2:37 (Pérez Prado) – Registrato in Messico, periodo: 1950-'51
25. Jumbo jumbo – 3:15 (Pérez Prado) – Registrato in Messico, periodo: 1950-'51

## Musicisti
- Pérez Prado - pianoforte, leader
- Tony DeRisi - tromba
- Andrew "Fats" Ford - tromba
- Jack Mootz - tromba
- Roger "King" Mozian - tromba
- Luke Procopio - tromba
- Mike Shane - tromba
- Al DeRisi - tromba (solista nel brano: 15)
- Jimmy Nothingham - tromba
- Francis Williams - tromba
- Humberto Gelabert - trombone
- George Furman - sassofono alto
- Tony Farina - sassofono alto
- Jerry Sanfino - sassofono alto
- Aaron Sachs - sassofono tenore
- Joe Dee - sassofono tenore
- Lennie Licata - sassofono tenore
- Irv Greenberg - sassofono baritono
- Mel Rodnon - sassofono baritono
- Mike Cardona - contrabbasso
- Sonny Rivera - batteria
- Mongo Santamaría - congas
- Chino Pozo - bongos
- Paquito Sosa - voce, maracas